# Jezioro Charzykowskie
Jezioro Charzykowskie, Jezioro Łukomie (niem. Müskendorfer See; kaszub. Charzëkòwsczé Jezoro) – przepływowe jezioro rynnowe w woj. pomorskim, w powiecie chojnickim, w gminie Chojnice, leżące na terenie Równiny Charzykowskiej.

## Informacje ogólne
Powierzchnia jeziora wynosi 1 363,8 ha. Latem odbywają się tam imprezy żeglarskie, regaty oraz inne wydarzenia związane z kulturą żeglarską, m.in. przegląd piosenki żeglarskiej.
Jezioro znajduje się w otulinie Parku Narodowego „Bory Tucholskie”, z którego ścisłym obszarem graniczy od północnego wschodu, jednocześnie znajdując się w obrębie Zaborskiego Parku Krajobrazowego i Obszarze Specjalnej Ochrony Ptaków Wielki Sandr Brdy (PLB220001). Jezioro Charzykowskie łączy się na północy (poprzez przepływającą Brdę) z akwenem jeziora Karsińskiego, razem zajmując powierzchnie ok. 2039 ha, ta łączna powierzchnia plasowałoby Jezioro Charzykowskie na 12 miejscu wśród największych Jezior Polski.
W okresie międzywojennym Jezioro Charzykowskie było największym jeziorem Polski zachodniej, a Charzykowy głównym ośrodkiem żeglarskim i bojerowym. Do dziś na jeziorze organizowane są regaty oraz obozy szkoleniowe dla żeglarzy. Nad jeziorem położonych jest kilka miejscowości (Łukomie, Kopernica, Funka, Stary Młyn, Małe Swornegacie) z plażami, zapleczem noclegowym i gastronomicznym oraz wypożyczalniami sprzętu wodnego. Po jeziorze organizowane są rejsy elektrycznym statkiem Żeglugi Charzykowskiej (jezioro znajduje się w otulinie parku narodowego).
Na jeziorze znajduje się kilka wysp.

## Dane morfometryczne
Powierzchnia zwierciadła wody według różnych źródeł wynosi od 1336,0 ha do 1363,8 ha.
Zwierciadło wody położone jest na wysokości 120,0 m n.p.m. lub 121,0 m n.p.m. Średnia głębokość jeziora wynosi 9,8 m, natomiast głębokość maksymalna 30,5 m.
Na podstawie badań przeprowadzonych w 2003 roku wody jeziora zaliczono do II klasy czystości.

## Hydronimia
Według urzędowego spisu opracowanego przez Komisję Nazw Miejscowości i Obiektów Fizjograficznych (KNMiOF) nazwa tego jeziora to Jezioro Charzykowskie. Na niektórych mapach topograficznych wymieniana jest oboczna nazwa tego jeziora: Jezioro Łukomie.